# 임진왜란 해전 목록
아래의 목록은 임진왜란의 해전 목록이다. 정렬 순서는 시간순이다.
| 날짜                                                                             | 전장                                                   | 조선군                                                                                                   | 조선군                                                          | 조선군                                     | 일본군 | 일본군                  | 일본군                                           | 비고                                                  |
| 날짜                                                                             | 전장                                                   | 장교 | 병력                                                            | 피해                                       | 장교 | 병력                    | 피해                                             | 비고                                                  |
| -------------------------------------------------------------------------------- | ------------------------------------------------------ | --- | --------------------------------------------------------------- | ------------------------------------------ | --- | ----------------------- | ------------------------------------------------ | ----------------------------------------------------- |
| 옥포 해전 1592년 음력 5월 4일(양력 6월 13일)                                     | 거제시 옥포                                            | 이순신, 원균, 권준,배흥립 ,정운, 이순신, 어영담, 이영남                                                  | 전선 28척, 협선 17척, 포작선 46척                               | 1명 부상                                   | 도도 다카토라, 호리노우치 우지요시 | 군함 50척               | 군함 26척 격침, 4,080명 전사                     | 조선군 및 조선 수군의 첫 승리                         |
| 합포 해전 1592년 음력 5월 7일(양력 6월 16일)                                     | 창원시 진해구 웅천동                                   | 이순신, 원균, 권준,배흥립 ,정운, 이순신, 어영담, 이영남                                                  | 전선 28척, 협선 17척, 포작선 46척                               | 없음                                       | 불명 |                         | 군함 5척                                         | 전멸                                                  |
| 적진포 해전 1592년 음력 5월 8일(양력 6월 17일)                                   | 통영시 광도면                                          | 이순신, 원균, 권준,배흥립 ,정운, 이순신, 어영담, 이영남                                                  | 전선 28척, 협선 17척, 포작선 46척                               | 없음                                       | | 군함 13척               | 군함 11척 격침,2척 도주, 2,840명 전사            |                                                       |
| 사천 해전 1592년 음력 5월 29일(양력 7월 9일)                                     | 사천시 용현면 선진리                                   | 이순신, 원균, 권준, 배흥립,정운, 이순신, 어영담, 송희립, 이영남, 김완                                    | 전선 26척, 거북선 2척                                           | 3명 부상(이순신, 나대용 포함)              | 도도 다카토라, 구루시마 미치유키, 가메이 고레노리                                                                                               | 군함 13척               | 전멸, 2,600명 전사                               | 거북선의 첫 사용                                      |
| 당포 해전 1592년 음력 6월 2일(양력 7월 10일)                                     | 통영시 산양읍                                          | 이순신, 원균, 권준                                                                                       | 전라좌수영 전선 23척, 전라우수영 전선 25척, 경상우수영 전선 3척 | 불명                                       | 가메이 고레노리, 구루시마 미치유키 †, | 군함 21척               | 전멸                                             |                                                       |
| 당항포 해전 1592년 음력 6월 2일(양력 7월 10일)                                   | 경상도 고성 당항포                                     | 이순신, 원균, 권준                                                                                       | 전라좌수영 전선 23척, 전라우수영 전선 25척, 경상우수영 전선 3척 | 불명                                       | 모리 무라하루 † | 군함 26척               | 전멸                                             |                                                       |
| 율포 해전 1592년 음력 6월 7일(양력 7월 15일)                                     | 거제 장목면                                            | 이순신, 원균, 권준                                                                                       | 전라좌수영 전선 23척, 전라우수영 전선 25척, 경상우수영 전선 3척 | 불명                                       | | 대선 5척, 소선 2척      | 전멸                                             |                                                       |
| 한산도 대첩 1592년 음력 7월 8일(양력 8월 14일)                                   | 통영시 한산도                                          | 이순신, 원균, 이억기, 권준, 배흥립,정운, 어영담, 김완, 이영남, 송희립, 황세득                            | 전선 56척                                                       | 3명 사망, 10명 부상                        | 와키자카 야스하루, 와키자카 사헤에 †, 와타나베 사치에몬 †, 마나베 사마노조 ‡                                                                    | 군함 73척               | 47척 침몰, 12척 나포                             |                                                       |
| 안골포 해전 1592년 음력 7월 10일(양력 8월 16일)                                  | 경상도 진해 안골포                                     | 이순신, 원균, 이억기, 권준, 배흥립,정운, 어영담, 김완, 이영남, 송희립, 황세득                            | 전선 56척                                                       | 3명 사망, 10명 부상                        | 도도 다카토라, 구키 요시타카, 가토 요시아키 | 군함 42척               | 전멸                                             |                                                       |
| 장림포 해전 1592년 음력 8월 29일(양력 10월 4일)                                  | 부산 사하구 장림동                                     | 이순신, 이억기, 원균                                                                                     | 전선 74척, 협선 92척                                            | 없음                                       | | 전선 6척                | 전멸                                             |                                                       |
| 화준구미 해전 1592년 음력 9월 1일(양력 10월 5일)                                 | 부산시 사하구 몰운대 인근                              | 이순신, 원균, 이억기, 정운 †                                                                             | 전선 74척, 협선 92척                                            | 없음                                       | | 군함 5척                | 전멸                                             |                                                       |
| 다대포 해전 1592년 음력 9월 1일(양력 10월 5일)                                   | 부산시 사하구 다대동                                   | 이순신, 원균, 이억기, 정운 †                                                                             | 전선 74척, 협선 92척                                            | 없음                                       | | 군함 8척                | 전멸                                             |                                                       |
| 서평포 해전 1592년 음력 9월 1일(양력 10월 5일)                                   | 부산시 사하구 구평동                                   | 이순신, 원균, 이억기, 정운 †                                                                             | 전선 74척, 협선 92척                                            | 없음                                       | | 군함 9척                | 전멸                                             |                                                       |
| 절영도 해전 1592년 음력 9월 1일(양력 10월 5일)                                   | 부산시 영도구                                          | 이순신, 원균, 이억기, 정운 †                                                                             | 전선 74척, 협선 92척                                            | 없음                                       | | 군함 2척                | 전멸                                             |                                                       |
| 초량목 해전 1592년 음력 9월 1일(양력 10월 5일)                                   | 부산시 동구 초량동                                     | 이순신, 원균, 이억기, 정운 †                                                                             | 전선 74척, 협선 92척                                            | 없음                                       | | 군함 4척                | 전멸                                             |                                                       |
| 부산포 해전 1592년 음력 9월 1일(양력 10월 5일)                                   | 부산시 사하구 구평동                                   | 이순신, 원균, 이억기, 정운 †                                                                             | 전선 74척, 협선 92척                                            | 사망 6명, 부상 25명                        | 구키 요시타카, 도도 다카토라, 와키자카 야스하루, 가토 요시아키                                                                                  | 군함 470척, 병력 7만 명 | 100척 격침, 사망 2천 명                          |                                                       |
| 웅포 해전 1593년 음력 2월 1일(양력 3월 3일)                                      | 창원시 진해구 웅천동                                   | 이순신, 이억기, 원균                                                                                     | 전선 89척                                                       | 불명                                       | 구와다 치카카즈 †, 고소카베 치카우치 †, 하타 노부토키                                                                                           | 군함 40척               | 불명, 기록부실                                   |                                                       |
| 제2차 당항포 해전 1594년 음력 3월 4일(양력 4월 23일)                             | 경남 고성군 회화면 당항포리                            | 이순신, 이억기, 원균                                                                                     | 전선 124척                                                      | 없음                                       | 나가오카 다다오키 | 군함 31척               | 전멸                                             |                                                       |
| 장문포 해전 1594년 음력 10월 4일(양력 11월 15일)                                 | 경남 거제시 장목면 장목리                              | 윤두수, 이순신, 곽재우, 김덕령                                                                           | 전선 50척                                                       | 거의 없음                                  | 시마즈 요시히로, 후쿠시마 마사노리 |                         | 소선 2척 격침. 인명피해는 거의 없음              | 무승부                                                |
| 칠천량 해전 1597년 음력 7월 16일(양력 8월 28일)                                  | 거제도와 칠천도 사이 칠천량해협                        | 원균 MIA, 이억기 †, 최호 †, 배설 ↘, 김완 WP                                                              | 전선 134척, 거북선 3척                                          | 전선 122척 침몰, 12척 도주, 사망자 수천    | 구키 요시타카, 도도 다카토라, 와키자카 야스하루, 시마즈 다다유타, 가토 요시아키, 고니시 유키나가                                                | 세키부네 60척           | 불명                                             | 전투에 실제 참여한 일본 장교는 도도, 병력은 60척 뿐임 |
| 어란포 해전 1597년 음력 8월 27일(양력 10월 7일)                                  | 전라도 해남 어란포                                     | 이순신, 김억추                                                                                           | 전선 12척                                                       | 일본군이 전장 이탈.                        | | 전선 8척                | 없음                                             | 일본군이 전장 이탈.                                   |
| 벽파진 해전 1597년 음력 9월 7일(양력 10월 16일)                                  | 전남 진도 벽파진                                       | 이순신, 김억추                                                                                           | 전선 12척                                                       | 일본군이 전장 이탈.                        | | 전선 13척               | 없음                                             | 일본군이 전장 이탈.                                   |
| 명량 해전 1597년 음력 9월 16일(양력 10월 25일)                                   | 전라도 해남과 진도 사이 명량해협                       | 이순신, 배설 ↘, 배흥립, 민정붕, 소계남, 송여종, 김응함, 조계종, 우수, 안위, 정응두, 김억추, 이응표, 류형 | 전선 13척, 초탐선 32척, 어선 100척                              | 사상자 수 명, 정확한 규모 불명             | 도도 다카토라, 구루시마 미치후사 †, 가토 요시아키, 구키 요시타카, 하타 노부토키 †, 와키자카 야스하루, 간 미치나가, 간 마사카게 †, 모리 다카마사 | 군함 133 ~ 300척        | 31척 격침                                        |                                                       |
| 절이도 해전 1598년 음력 7월 19일(양력 8월 20일)                                  | 전라도 고흥 고라금해수욕장                             | 이순신                                                                                                   | 전선 60척                                                       | 불명                                       | 도도 다카토라, 가토 요시아키 | 군함 100여 척           | 50여 척 격침                                     | 난중일기에는 기록이 없고 선조실록에만 기록이 있다.    |
| 왜교성 전투 1598년 음력 10월 2일 ~ 음력 10월 4일(양력 10월 31일 ~ 양력 11월 2일) | 전라도 순천 장도                                       | 이순신, 진린, 황세득 †, 등자룡                                                                           | 육군 36,000여 명, 수군 15,000여 명, 총병력 약 51,000명          | 조선군 1,200여 명, 명군 2,300여 명 사상    | 고니시 유키나가, 오야노 다네모토 † | 1만4천여 명             | 3천여 명 사상                                    | 무승부.                                               |
| 노량 해전 1598년 음력 11월 19일(양력 12월 16일)                                  | 경상도 남해와 하동 사이 노량해협(오늘날 남해대교 자리) | 이순신 †, 진린, 등자룡 †, 이순신, 김완, 이영남 †, 송희립, 배흥립,우치적, 나대용                          | 조선 전선 83척, 명 호선 61척                                    | 조선군 사상자 300여명, 명군 사상자 500여명 | 시마즈 요시히로, 고니시 유키나가, 소 요시토시, 다치바나 무네시게, 데라자와 히로타카, 다치바나 나오쓰구                                          | 군함 500여 척           | 200여 척 침몰, 100여 척 나포, 사망자 1만 명 내외 |                                                       |

## 같이 보기
- 대한민국의 행정 구역
- 한국의 역사
- 이순신
- 임진왜란 전투 목록